# Peter Rommel
Pour les articles homonymes, voir Rommel (homonymie).
Peter Rommel, né le 1er janvier 1956 à Stuttgart, est un producteur de cinéma allemand. Il fut membre du jury du Festival de Berlin 2004 et membre du jury du Festival de Locarno 2006.

## Filmographie
- 1994 : Bíódagar
- 1996 : Tár úr steini
- 1996 : L'Île du diable (Djöflaeyjan)
- 1998 : The Tale of Sweety Barrett
- 1998 : Drei Herren
- 1999 : Rencontres nocturnes (Nachtgestalten)
- 1999 : Der Blick des Wikingers
- 2000 : Lost Killers
- 2002 : La Caissière (Storno)
- 2002 : Grill Point (Halbe Treppe)
- 2002 : Fálkar
- 2003 : Sie haben Knut
- 2004 : Das Apfelbaumhaus
- 2005 : The Headsman
- 2005 : Un été à Berlin (Sommer vorm Balkon)
- 2006 : Désir(s) (Sehnsucht)
- 2006 : Princesse (Princess)
- 2006 : 4006 Neandertal (TV)
- 2006 : O Céu de Suely
- 2008 : Septième Ciel